# 格洛斯特城 (新澤西州)
格洛斯特城（英語：Gloucester City）是一個位於美國新澤西州康登縣的城市。

## 人口
根據2020年美國人口普查的數據，格洛斯特城的面積為7.15平方千米，當中陸地面積為5.99平方千米，而水域面積為1.16平方千米。當地共有人口11484人，而人口密度為每平方千米1,606人。